# Bandera de Txèquia
|  | Bandera de Txecoslovàquia redirigeix aquí. Per a la bandera d'Eslovàquia, vegeu Bandera d'Eslovàquia. |

La bandera de la República Txeca (en txec státní vlajka České republiky) està formada per dues franges horitzontals de la mateixa amplada, de color blanc la franja superior i de color vermell la franja inferior, i un triangle isòsceles de color blau, amb la base que coincideix amb la vora de l'asta de la bandera. La bandera va ser heretada de Txecoslovàquia després de la dissolució de l'antic Estat en la República Txeca i Eslovàquia.

## Història
En un principi, la bandera només tenia les dues franges horitzontals amb els colors de l'antic escut txec (en camper de gules, un lleó d'argent), però la semblança amb la bandera de Polònia i la coincidència de colors amb la bandera d'Àustria va fer que s'hi afegís el triangle blau. Així i tot, aquesta bandera encara es fa servir com a emblema de Bohèmia (una de lesregions del país).
La paternitat de la bandera actual està en discussió, però la major part dels vexil·lòlegs consideren que l'autor n'és Jaroslav Kursa (1875-1950), arxiver del Departament d'Afers Interns. Aquesta bandera va ser aprovada oficialment per l'Assemblea Nacional de Txecoslovàquia el 30 de març de 1920.
La bandera es va canviar durant els anys de l'ocupació alemanya, durant la Segona Guerra Mundial, en què fou substituïda per la bandera tricolor horitzontal blanca, vermella i blava. Tot i que, un cop acabada la guerra, es va recuperar l'original.
Després de la dissolució de Txecoslovàquia, durant l'anomenat divorci de vellut l'any 1993, la República Txeca va mantenir la bandera txecoslovaca, mentre que Eslovàquia n'adoptà una de nova.

## Dimensions
Els colors de la bandera són: blanc, blau i vermell. La bandera està formada per un triangle isòsceles blau que s'estén fins a la meitat de la llargària del rectangle (és un error comú fer-lo més curt) i dues franges horitzontals: una de blanca i una de vermella.

## Banderes històriques

Bandera del Regne de Bohèmia (fins a 1918)
Bandera de la Primera República de Txecoslovàquia (1918-1920)
Bandera de Txecoslovàquia (1920-1992)
Bandera del Protectorat de Bohèmia i Moràvia (1939-1945)
Bandera de la República Txeca dins de Txecoslovàquia (1990-1992)

### Banderes subnacionals
Banderes de les regions de la República Txeca.

Praga (2:3)
Regió de Pardubice (2:3)
Pilsen (2:3)

Els colors nacionals de les antigues regions de Bohèmia, Moràvia i Silèsia no tenen caràcter oficial, però són utilitzats per la població.

Bohèmia (2:3)
Moràvia (2:3)
Silèsia (2:3)